# Заєзеже (Куявсько-Поморське воєводство)
Заєзеже (пол. Zajezierze) — село в Польщі, у гміні Ґневково Іновроцлавського повіту Куявсько-Поморського воєводства.
Населення — 271 особа (2011).
У 1975-1998 роках село належало до Бидгощського воєводства.

## Демографія
Демографічна структура станом на 31 березня 2011 року:
|          | Загалом | Допрацездатний вік | Працездатний вік | Постпрацездатний вік |
| -------- | ------- | ------------------ | ---------------- | -------------------- |
| Чоловіки | 135     | 43                 | 88               | 4                    |
| Жінки    | 136     | 34                 | 81               | 21                   |
| Разом    | 271     | 77                 | 169              | 25                   |